# Tiglat-Pileser II
Tiglat-Pileser II, właśc. Tukulti-apil-Eszara II (akad. Tukultī-apil-Ešarra, tłum. „W synu świątyni E-szara jest moja ufność”) – król Asyrii, syn i następca Aszur-resza-iszi II; według Asyryjskiej listy królów panować miał przez 32 lata. Jego rządy datowane są na lata 966-935 p.n.e.
Brak szczegółowych źródeł opisujących jego rządy.